# تركسل
تركسل (بالإنجليزية: Turkcell)‏ هي شركة اتصالات ومقدم خدمة لشبكة الإنترنت في تركيا، ويقع مقرها الرئيسي بمدينة إسطنبول وقد بلغت عائدات الشركة 9.370 مليار ليرة سنة 2011، ووصل عدد زبائنها 34.4 مليون مشترك في 30 سبتمبر 2011، وتعتبر أقوى شركة اتصالات تركية وثالث أكبر مشغل لخدمات الهاتف في أوروبا كما تزود الخدمة الهاتفية من نوع الجيل الثالث والجيل الرابع وذلك من خلال تعاقدها مع أكثر من 228 مزود في 111 دولة.

## التاريخ
أسست الشركة في فبراير 1994، وبدأت بتقديم خدماتها في نفس الفترة وفي عام 2012 أصبحت حصة الشركة في السوق 52.4% متفوقة على منافستيها شركة فودافون التي بلغت حصتها 27.9% وشركة أفيا التي بلغت 19.7% فقط 
وتعتبر الشركة من الشركات الأولى المدرجة في بورصة نيويورك، حيث تم تداول أسهمها منذ 11 يوليو 2000 إلى جانب التجارة في بورصة إسطنبول وفي عام 2009 كانت هي الشركة الأولى التي حصلت على ترخيص خدمات الجيل الثالث لزبائنها في تركيا وفي مارس 2016 أعلنت شركة ألفا تيليكوم عن بيعها لحصتها في تركسل المتمثلة في 13,22 % لصالح بنك كيكورفا ب 2,7 مليار دولار.

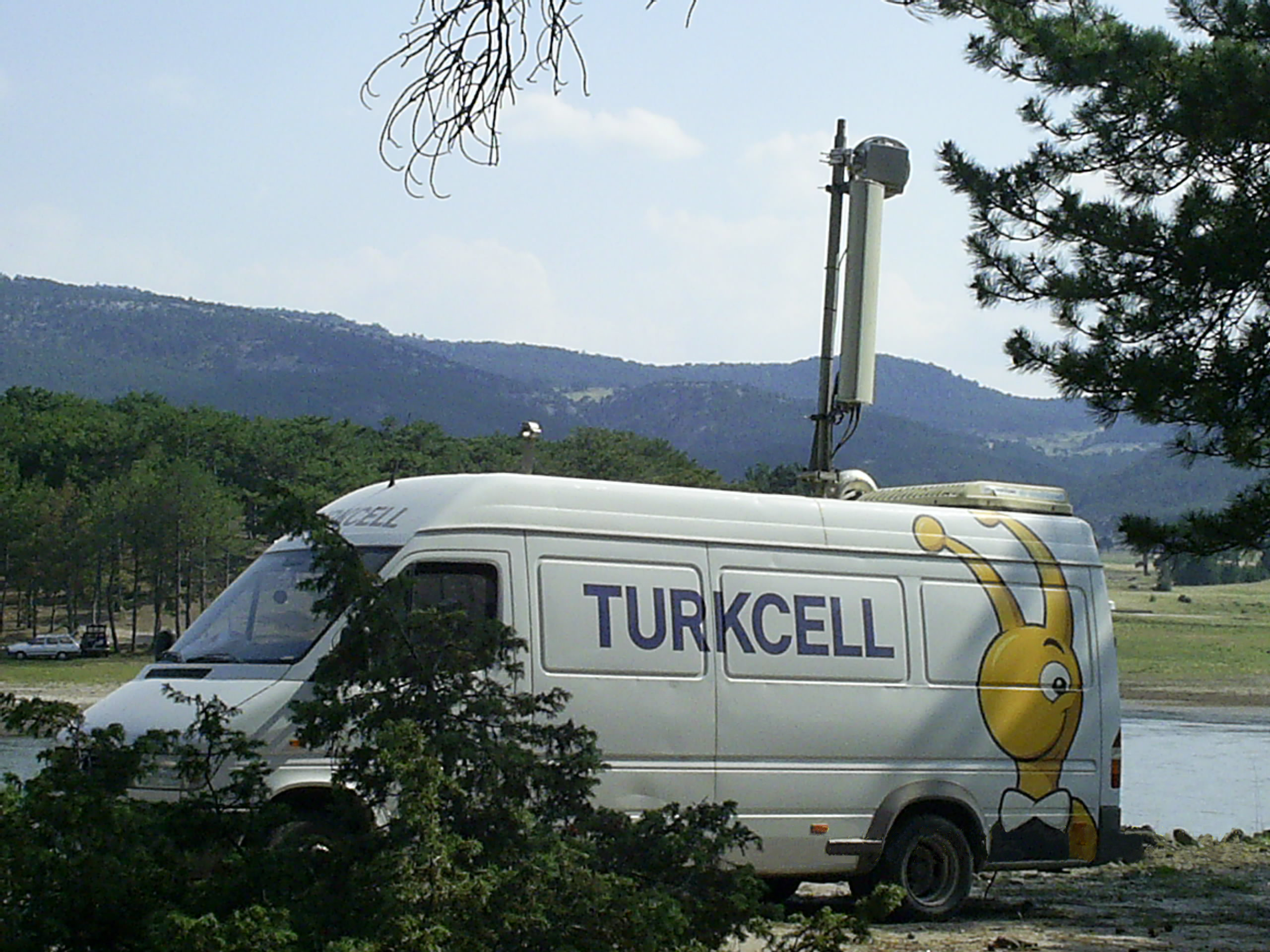
شاحنة تركيب رادارات التغطية لتركسل

## هيكلتها
هيكلة الشركة هي حسب التالي:
- 51% هي لشركة تركسل هولدينغ.
- 0.5% هي لشركة كوكوروفا هولدينغ.
- 13.07% تملكها شركة تلياسونيرا هولدينغ.
- 1.18% لشركة إم في هولدينغ.
- 34.7% هي عبارة عن تعويم حر.[11]

## منطقة التغطية
توفر شركة تركسل تغطية كاملة في المنطقة ففي 31 مارس 2007 قد شملت 100 % من السكان الذين يعيشون في المدن من 3,000 شخص أو أكثر أي 97.21 % من مجموع السكان و 80.44% من مساحة الأراضي في تركيا. ولكن الشركة لديها بضعة نقاط مخفية وبخاصة في المناطق الجبلية في المنطقة الشرقية.

## شمال قبرص
شركة تركسل تعمل في خارج تركيا أيضاً وخاصة في شمال قبرص فلديها علامة تجارية معروفة باسم Kuzey Kıbrıs Turkcell (تركسل شمال قبرص) الذي يعمل في قبرص الشمالية فقط. ويدار Kktcell بشكل منفصل تماماً عن تركيا على الرغم من أنهُ ملكية لشبكة تركسل نفسها. ولهذا فإن Kktcell هو أيضا أكبر شبكة في هذه اللحظة من حيث المستخدمين المسجلين وتغطية الشبكة. ويمكن تمييز أرقامه عن بقية أرقام شركة تركسل بسهولة فأرقام Kktcell تبدأ من 90 (533) 8 XX-XXXX.

## الرعاية
تعد شركة تركسل «مقدم البلاغ الرسمي» لفرق كرة القدم وكرة السلة الوطنية منذ عام 2002، كما ترعى 14 من أصل 18 فريقاً لكرة القدم في الدوري التركي لكرة القدم. كما تقدم «جوائز تركسل لكرة القدم» وقد بدأ المشروع في عام 2003 لتشجيع «الإنصاف» عن طريق منح الجوائز للرياضيين الذين يظهرون الإنصاف والحياد والتضامن.
كما ترعى شركة تركسل مهرجان إسطنبول السينمائي الدولي ومقدمي مهرجان إسطنبول الدولي للجاز، منذ عام 1999، وقد ساهمت شركة تركسل في استعادة أسوار المدينة القديمة في بودروم، وآخر مرحلة من مراحل المشروع كان استعادة مسرح قديم أنجزته في يونيو 2003.
كما واصلت شركة تركسل رعاية cebit bilişim (أوراسيا الحدث) وهو أحد الأسواق الرئيسية لتكنولوجيا المعلومات في أوروبا للمرة العاشرة في 2007.
وتركسل هو المساند الرئيسي لمشروع التعليم الحديث «الفتيات من تركيا الحديثة» وقد بدأت في عام 2000 بتقديم منح دراسية ل 5,000 امرأة شابة أقل نمواً من أنحاء البلد. وقد تلقى المشروع الاعتراف الدولي في يونيو 2001 عندما فاز في المملكة المتحدة ب«معهد العلاقات العامة جائزة التفوق» و«كريستال جائزة مسلة» من مؤسسة العلاقات العامة للمرأة في نيويورك في عام 2002.

## وصلات خارجية
- الموقع الرسمي نسخة محفوظة 17 أغسطس 2009 على موقع واي باك مشين. (بالإنجليزية)
- Vodafone buys Turkish mobile firm، بي بي سي نيوز، 13 ديسمبر 2005
- Turkey's Turkcell buys Belarus's BeST for $500 mln[وصلة مكسورة]
- Sureyya Ciliv على موقع Charlie Rose